# ماساتو ناكازاوا
ماساتو ناكازاوا (باليابانية: 中澤雅人؛ بالكانا: なかざわ まさと) هو لاعب كرة قاعدة ياباني، ولد في 16 فبراير 1985 في توياما في اليابان.

## وصلات خارجية
- ماساتو ناكازاوا على موقع الدوري الياباني لكرة القاعدة (الإنجليزية)
- ماساتو ناكازاوا على موقعبيزبول رفرنس.كوم (الدوري الثانوي) (الإنجليزية)